# Molophilus aspersulus
Molophilus aspersulus är en tvåvingeart som beskrevs av Alexander 1962. Molophilus aspersulus ingår i släktet Molophilus och familjen småharkrankar. Inga underarter finns listade i Catalogue of Life.